# Conor Hourihane
Conor Hourihane (ur. 2 lutego 1991 w Bandon) – irlandzki piłkarz występujący na pozycji pomocnika w Derby County F.C..

## Kariera klubowa
Conor Hourihane jest wychowankiem Sunderlandu. W 2010 nie przedłużył kontraktu z klubem i zmienił klub na Ipswich Town. Nie rozegrał tam jednak ani jednego spotkania.
30 czerwca 2011 roku podpisał kontrakt z Plymouth Argyle.
Po dobrych występach w Plymouth 23 czerwca 2014 Hourihane'a kupiło Barnsley za 250 tys. funtów. Debiut w nowych barwach zaliczył 9 sierpnia w przegranym meczu przeciw Crawley Town, w rozgrywkach League One. W trakcie prawie 3 sezonów w klubie Hourihane rozegrał 112 oficjalnych spotkań, w których strzelił 29 goli.
26 stycznia 2017 roku Hourihane'a kupiła Aston Villa za 3,5 mln. funtów. Wraz z klubem zaliczył debiut w rozgrywkach Premier League, w której zadebiutował 10 sierpnia 2019 roku w meczu przeciw Tottenhamowi Hotspur.
20 stycznia 2021 roku został wypożyczony do Swansea City na pół sezonu. W trakcie swojego pobytu w klubie rozegrał 22 spotkania i strzelił 5 goli.
30 sierpnia 2022 roku został wypożyczony do Sheffield United, w którego barwach rozegrał 29 meczów i zdobył 1 bramkę.
6 lipca 2022 roku podpisał kontrakt z Derby County występującego w League One. 

## Kariera reprezentacyjna
Młodzieżowy reprezentant Irlandii. W dorosłej reprezentacji zadebiutował 28 marca 2017 w przegranym 0:1 meczu towarzyskim z Islandią.